# Matidia spatulata
Matidia spatulata is een spinnensoort in de taxonomische indeling van de struikzakspinnen (Clubionidae).
Het dier behoort tot het geslacht Matidia. De wetenschappelijke naam van de soort werd voor het eerst geldig gepubliceerd in 2006 door Jun Chen & Huang.